# Reálné gymnázium a základní škola Otto Wichterleho, Prostějov
Reálné gymnázium a základní škola Otto Wichterleho, Prostějov je škola v Prostějově poskytující základní a střední vzdělání. Byla založena v roce 1992. Zřizovatelem je Statutární město Prostějov. Do školního roku 2020/2021 se nazývala Reálné gymnázium a základní škola města Prostějova, Studentská ul. 2.

## Historie a současnost
Základní škola je úplná základní škola s devíti postupnými ročníky, v každém ročníku jsou dvě paralelní třídy. V současné době ji navštěvuje asi 500 žáků (2021). Gymnázium nabízí dvě formy studia – šestileté a čtyřleté, přičemž výuka klade důraz především na přírodní vědy a moderní jazyky. Ředitelkou školy byla mezi léty 1992–1994 RNDr. Jarmila Dostálová, poté byl ředitelem v letech 1994–2010 PhDr. Václav Kolář. Po něm nastoupil v září 2010 RNDr. Ing. Rostislav Halaš.
Stravování žáků a studentů zajišťuje školní jídelna s kapacitou 1300 strávníků. Pro žáky I. stupně ZŠ je zřízena školní družina.
Do všech prostor školy je zabezpečen bezbariérový přístup.

## Galerie

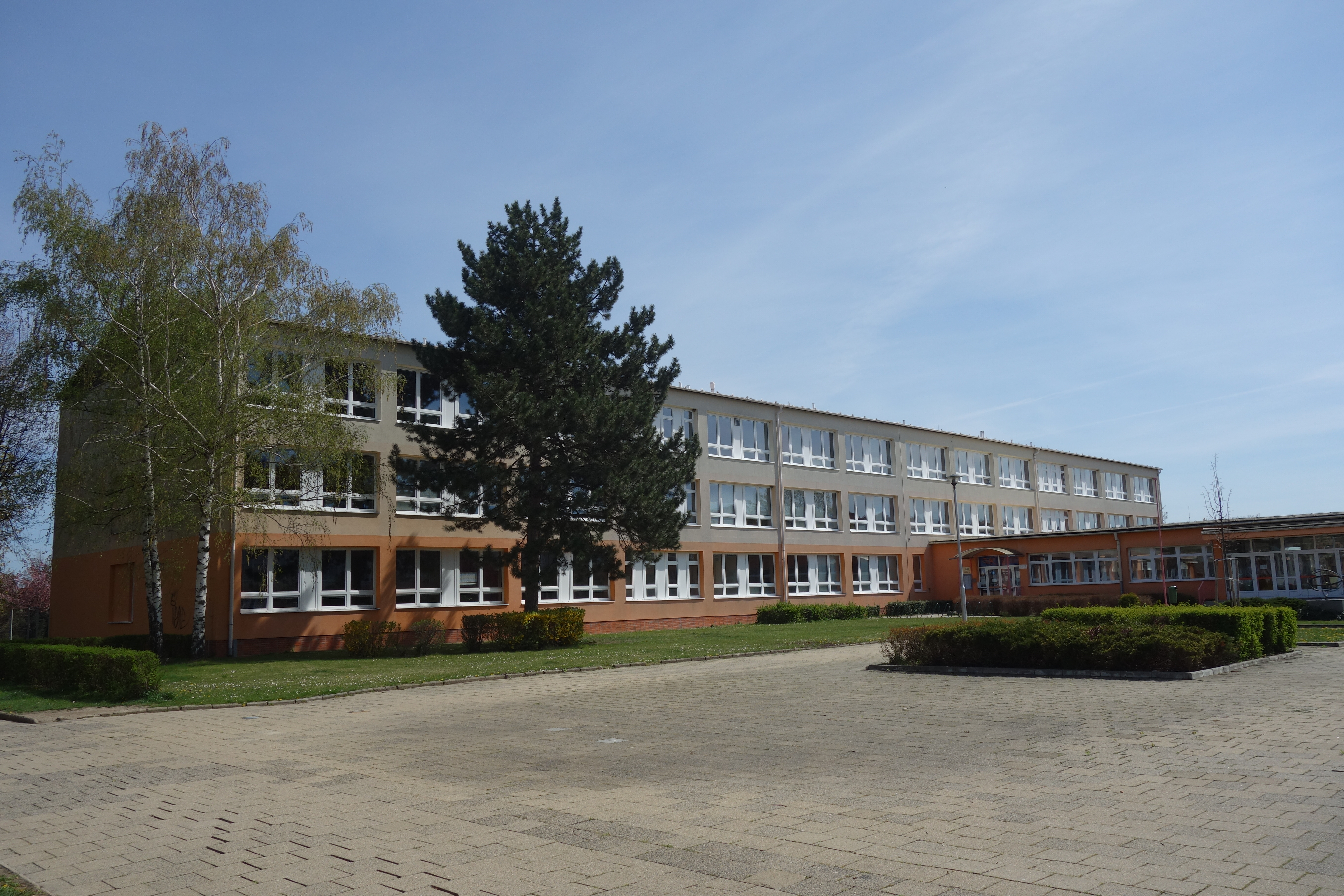
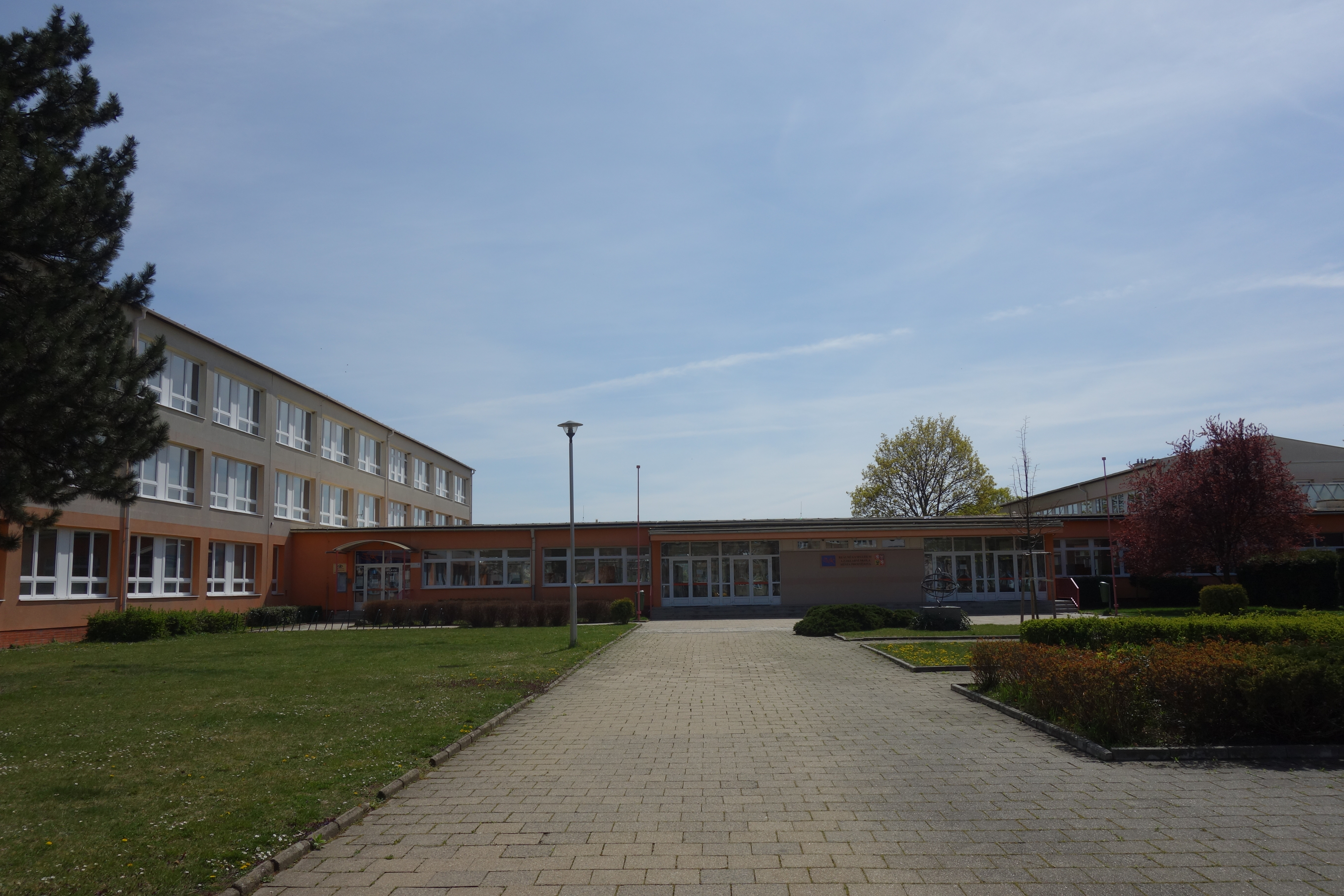
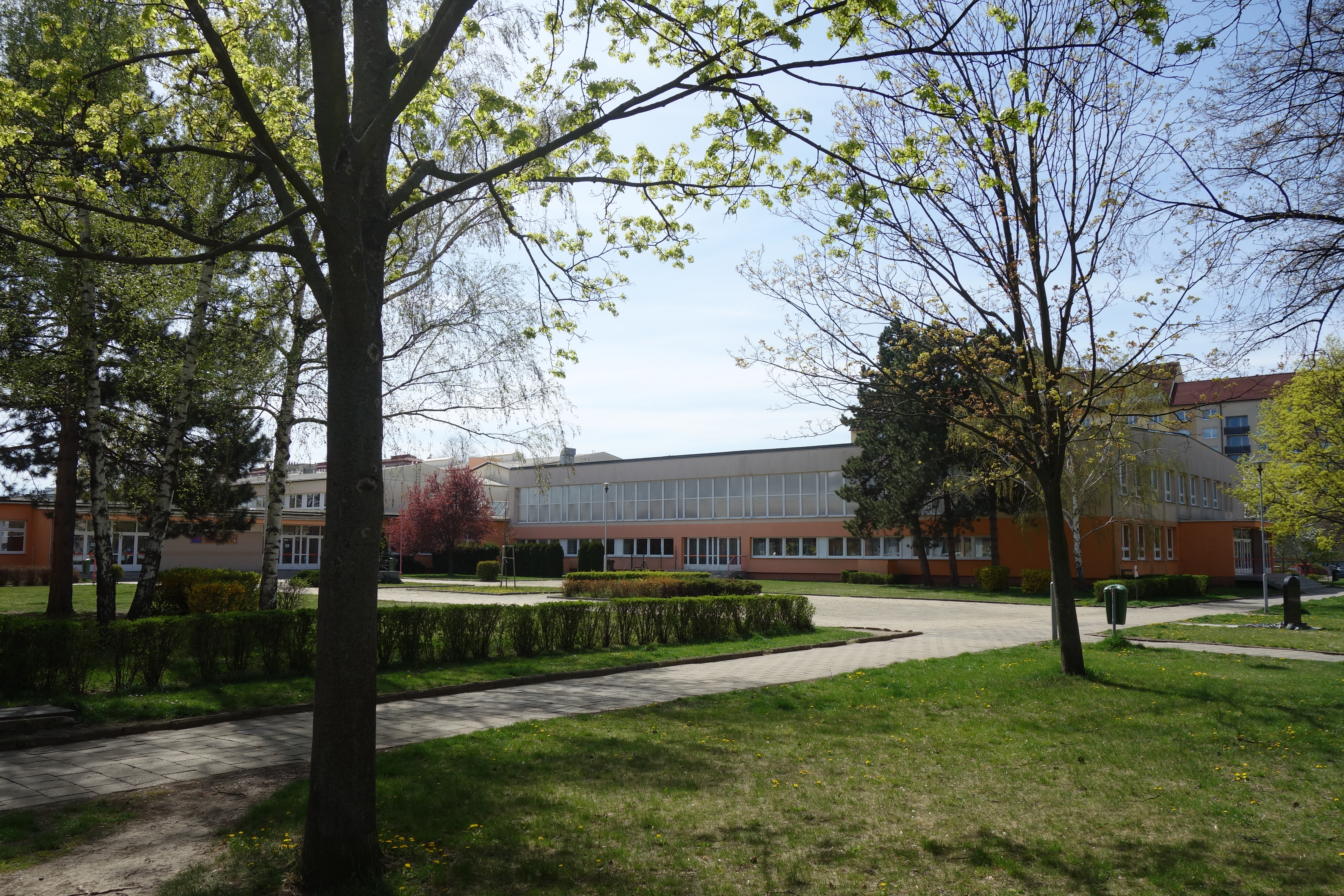